# Kherwara Chhaoni
Kherwara Chhaoni é uma vila no distrito de Udaipur, no estado indiano de Rajastão.

## Demografia
Segundo o censo de 2001, Kherwara Chhaoni tinha uma população de 6642 habitantes. Os indivíduos do sexo masculino constituem 52% da população e os do sexo feminino 48%. Kherwara Chhaoni tem uma taxa de literacia de 72%, superior à média nacional de 59.5%: a literacia no sexo masculino é de 79% e no sexo feminino é de 64%. Em Kherwara Chhaoni, 14% da população está abaixo dos 6 anos de idade.